# Acronomastax dentata
Acronomastax dentata är en insektsart som beskrevs av Marius Descamps 1965. Acronomastax dentata ingår i släktet Acronomastax och familjen Episactidae. Inga underarter finns listade i Catalogue of Life.